# Aeropuerto de Beauvais-Tillé
El Aeropuerto de Beauvais-Tillé (en francés: Aéroport de Beauvais-Tillé) (código IATA BVA) es un aeropuerto civil que se encuentra en la comunidad de Tillé, a 3,5 kilómetros al noreste de Beauvais (Oise, Picardía) y a unos 80 km al norte de París. Este aeropuerto es usado por aerolíneas de bajo coste, principalmente Ryanair, con destinos a toda Europa.
La entidad gestora del aeropuerto lo denomina el «tercer aeropuerto de París» (pese a que no está ni en el departamento de París ni en la región de París), pues la gran mayoría de quienes usan este aeropuerto vienen de o tienen como destino París.
Fue construido en la década de 1930 y mejorado por el ejército alemán durante la Segunda Guerra Mundial. En 1956, se abrió para uso comercial. Después de la gran inversión por parte de Ryanair en este aeropuerto, se convirtió en una importante terminal aérea. No obstante, tiene importantes restricciones de tráfico aéreo para minimizar el impacto acústico en las zonas residenciales cercanas.

## Aerolíneas y destinos

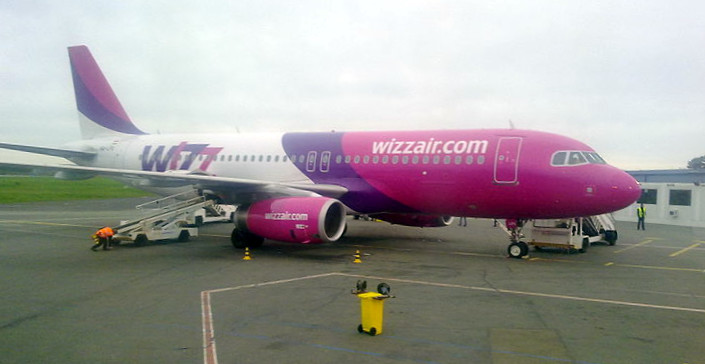
Airbus A320 de Wizz Air, Aeropuerto de Beauvais-Tillé, 3 de abril de 2011.

### Destinos nacionales
| Ciudades            | Aeropuerto                       | Aerolíneas |
| España              | España                           | España     |
| ------------------- | -------------------------------- | ---------- |
| Córcega             |                                  |            |
| Figari              | Aeropuerto de Figari-Sud Corse   | Ryanair    |
| Región de Occitania |                                  |            |
| Béziers             | Aeropuerto de Béziers Cap d'Agde | Ryanair    |

### Destinos internacionales
| Ciudades por países  | Nombre del aeropuerto                                | Aerolíneas                                                        |
| África               | África                                               | África                                                            |
| -------------------- | ---------------------------------------------------- | ----------------------------------------------------------------- |
| Marruecos            |                                                      |                                                                   |
| Agadir               | Aeropuerto de Agadir-Al Massira                      | Ryanair                                                           |
| Esauira              | Aeropuerto de Esauira-Mogador                        | Ryanair (Inicia el 31 de marzo de 2025)                           |
| Fez                  | Aeropuerto de Fez-Saïss                              | Ryanair                                                           |
| Marrakech            | Aeropuerto de Marrakech-Menara                       | Ryanair                                                           |
| Nador                | Aeropuerto Internacional de Nador                    | Ryanair                                                           |
| Rabat                | Aeropuerto de Rabat-Salé                             | Ryanair                                                           |
| Tánger               | Aeropuerto de Tánger-Ibn Battuta                     | Ryanair                                                           |
| Uchda                | Aeropuerto de Uchda Angads                           | Ryanair                                                           |
| Asia                 |                                                      |                                                                   |
| Georgia              |                                                      |                                                                   |
| Kutaisi              | Aeropuerto de Kopitnari                              | Wizz Air                                                          |
| Chipre               |                                                      |                                                                   |
| Pafos                | Aeropuerto Internacional de Pafos                    | Ryanair                                                           |
| Jordania             |                                                      |                                                                   |
| Amán                 | Aeropuerto Internacional Reina Alia                  | Ryanair                                                           |
| Europa               |                                                      |                                                                   |
| Albania              |                                                      |                                                                   |
| Tirana               | Aeropuerto Internacional Madre Teresa                | Ryanair / Wizz Air                                                |
| Austria              |                                                      |                                                                   |
| Viena                | Aeropuerto de Viena-Schwechat                        | Ryanair                                                           |
| Bosnia y Herzegovina |                                                      |                                                                   |
| Sarajevo             | Aeropuerto Internacional de Sarajevo                 | Ryanair (Inicia el 31 de marzo de 2025)                           |
| Bulgaria             |                                                      |                                                                   |
| Sofía                | Aeropuerto de Sofía                                  | Ryanair / Wizz Air                                                |
| Croacia              |                                                      |                                                                   |
| Zagreb               | Aeropuerto de Zagreb-Franjo Tuđman                   | Ryanair                                                           |
| Dubrovnik            | Aeropuerto de Dubrovnik                              | Ryanair (Estacional)                                              |
| Zadar                | Aeropuerto de Zadar                                  | Ryanair (Estacional)                                              |
| Dinamarca            |                                                      |                                                                   |
| Copenhague           | Aeropuerto de Copenhague-Kastrup                     | Ryanair                                                           |
| España               |                                                      |                                                                   |
| Alicante             | Aeropuerto de Alicante-Elche                         | Ryanair                                                           |
| Barcelona            | Aeropuerto de Barcelona-El Prat                      | Ryanair                                                           |
| Gerona               | Aeropuerto de Gerona                                 | Ryanair (Estacional)                                              |
| Ibiza                | Aeropuerto de Ibiza                                  | Ryanair (Estacional)                                              |
| Madrid               | Aeropuerto de Madrid-Barajas                         | Ryanair                                                           |
| Málaga               | Aeropuerto de Málaga-Costa del Sol                   | Ryanair                                                           |
| Palma de Mallorca    | Aeropuerto de Palma de Mallorca                      | Ryanair                                                           |
| Santander            | Aeropuerto de Santander                              | Ryanair                                                           |
| Sevilla              | Aeropuerto de Sevilla                                | Ryanair                                                           |
| Tenerife             | Aeropuerto de Tenerife Sur                           | Ryanair                                                           |
| Valencia             | Aeropuerto de Valencia                               | Ryanair                                                           |
| Zaragoza             | Aeropuerto de Zaragoza                               | Ryanair                                                           |
| Finlandia            |                                                      |                                                                   |
| Helsinki             | Aeropuerto de Helsinki-Vantaa                        | Ryanair                                                           |
| Rovaniemi            | Aeropuerto de Rovaniemi                              | Ryanair (Estacional)                                              |
| Grecia               |                                                      |                                                                   |
| Salónica             | Aeropuerto Internacional Macedonia                   | Ryanair                                                           |
| Hungría              |                                                      |                                                                   |
| Budapest             | Aeropuerto de Budapest-Ferenc Liszt                  | Ryanair                                                           |
| Irlanda              |                                                      |                                                                   |
| Cork                 | Aeropuerto de Cork                                   | Ryanair                                                           |
| Dublín               | Aeropuerto de Dublín                                 | Ryanair                                                           |
| Shannon              | Aeropuerto Internacional de Shannon                  | Ryanair                                                           |
| Italia               |                                                      |                                                                   |
| Bari                 | Aeropuerto de Bari-Palese                            | Ryanair                                                           |
| Bérgamo              | Aeropuerto de Bérgamo-Orio al Serio                  | Ryanair                                                           |
| Bolonia              | Aeropuerto de Bolonia                                | Ryanair                                                           |
| Bríndisi             | Aeropuerto de Bríndisi                               | Ryanair (Estacional)                                              |
| Cagliari             | Aeropuerto de Cagliari-Elmas                         | Ryanair                                                           |
| Catania              | Aeropuerto de Catania-Fontanarossa                   | Ryanair                                                           |
| Milán                | Aeropuerto de Milán-Malpensa                         | Ryanair / Wizz Air                                                |
| Nápoles              | Aeropuerto de Nápoles-Capodichino                    | Ryanair                                                           |
| Olbia                | Aeropuerto de Olbia-Costa Smeralda                   | Ryanair (Estacional)                                              |
| Palermo              | Aeropuerto de Palermo-Punta Raisi                    | Ryanair                                                           |
| Pisa                 | Aeropuerto de Pisa                                   | Ryanair                                                           |
| Regio de Calabria    | Aeropuerto de Regio de Calabria                      | Ryanair                                                           |
| Roma                 | Aeropuerto de Roma-Fiumicino                         | Ryanair                                                           |
| Treviso              | Aeropuerto de Sant'Angelo Treviso                    | Ryanair                                                           |
| Trieste              | Aeropuerto de Trieste - Friuli Venezia Giulia        | Ryanair                                                           |
| Letonia              |                                                      |                                                                   |
| Riga                 | Aeropuerto Internacional de Riga                     | Ryanair                                                           |
| Lituania             |                                                      |                                                                   |
| Vilna                | Aeropuerto Internacional de Vilna                    | Ryanair / Wizz Air                                                |
| Macedonia del Norte  |                                                      |                                                                   |
| Skopie               | Aeropuerto de Skopie                                 | Wizz Air                                                          |
| Malta                |                                                      |                                                                   |
| Malta                | Aeropuerto Internacional de Malta                    | Ryanair                                                           |
| Moldavia             |                                                      |                                                                   |
| Chisináu             | Aeropuerto Internacional de Chisináu                 | HiSky / SkyUp Airlines (Inicia el 18 de abril de 2025) / Wizz Air |
| Polonia              |                                                      |                                                                   |
| Breslavia            | Aeropuerto de Breslavia-Copérnico                    | Ryanair                                                           |
| Cracovia             | Aeropuerto de Cracovia-Juan Pablo II                 | Ryanair                                                           |
| Gdańsk               | Aeropuerto de Gdańsk-Lech Wałęsa                     | Ryanair / Wizz Air                                                |
| Varsovia             | Aeropuerto de Varsovia-Modlin                        | Ryanair                                                           |
| Poznan               | Aeropuerto de Poznan-Ławica                          | Ryanair                                                           |
| Portugal             |                                                      |                                                                   |
| Faro                 | Aeropuerto de Faro                                   | Ryanair                                                           |
| Funchal              | Aeropuerto de Madeira                                | Ryanair                                                           |
| Lisboa               | Aeropuerto de Lisboa                                 | Ryanair                                                           |
| Oporto               | Aeropuerto de Oporto-Francisco Sá Carneiro           | Ryanair                                                           |
| Reino Unido          |                                                      |                                                                   |
| Belfast              | Aeropuerto Internacional de Belfast                  | Ryanair (Estacional)                                              |
| Birmingham           | Aeropuerto Internacional de Birmingham-West Midlands | Ryanair                                                           |
| Edimburgo            | Aeropuerto de Edimburgo                              | Ryanair                                                           |
| Leeds                | Aeropuerto Internacional de Leeds Bradford           | Ryanair (Estacional)                                              |
| Mánchester           | Aeropuerto de Mánchester                             | Ryanair                                                           |
| República Checa      |                                                      |                                                                   |
| Praga                | Aeropuerto de Praga                                  | Ryanair                                                           |
| Rumania              |                                                      |                                                                   |
| Bacău                | Aeropuerto de Bacău                                  | Dan Air (Estacional)                                              |
| Baia Mare            | Aeropuerto de Maramureș                              | HiSky Europe                                                      |
| Bucarest             | Aeropuerto Internacional de Bucarest-Henri Coandă    | Ryanair / Wizz Air                                                |
| Cluj-Napoca          | Aeropuerto de Cluj-Napoca                            | Ryanair / Wizz Air                                                |
| Iași                 | Aeropuerto Internacional de Iași                     | Ryanair / Wizz Air                                                |
| Timișoara            | Aeropuerto Internacional Traian Vuia                 | Wizz Air                                                          |
| Serbia               |                                                      |                                                                   |
| Belgrado             | Aeropuerto de Belgrado-Nikola Tesla                  | Wizz Air                                                          |
| Suecia               |                                                      |                                                                   |
| Estocolmo            | Aeropuerto de Estocolmo-Arlanda                      | Ryanair                                                           |

## Estadísticas
Ver fuente y consulta Wikidata.

## Transporte y accesos

### Carretera
Al aeropuerto de Beauvais-Tillé se puede llegar mediante la autopista A16 como por la RN1 proveniente de París o Amiens. Es también posible llegar a la infraestructura por la RN31 desde Ruan o Reims.
Tiempo de trayecto aproximado : París (Porte Maillot) - Aeropuerto de Beauvais, 76km, 1h.
El aeropuerto dispone de tres aparcamientos al descubierto de 650, 635 y 250 plazas.

### Tren
La SNCF provee una conexión entre la Estación de París Norte y la Estación de Beauvais, esta última se encuentra a 15 minutos del aeropuerto (mediante una lanzadera).
El tiempo de recorrido es de 1h y 15 minutos. La estación de Beauvais está conectada también a las ciudades de Creil y Le Tréport.

### Autobús
- Existe un autobús lanzadera que une el aeropuerto con la ciudad de Beauvais (Catedral, Estación de tren y Ayuntamiento) así como los principales hoteles del municipio.

- También cabe la posibilidad de tomar la línea 12 (Mairie - Zone d’activités des Tilleuls - (Tillé - Aéroport)

### Taxi
Fuera del aeropuerto o fuera de algunas terminales hay servicios de taxi.

### Autocar
- Hay una conexión hasta París - Porte Maillot, con una duración del recorrido de 1 h 15 - 18€ por trayecto. La empresa dispone de un total de 35 vehículos.